# Аароново согласие
Аароново согласие (аароновщина, аароновцы, онуфриевщина, согласие благочестивых) — беспоповское согласие в старообрядчестве, отделившееся во второй половине XVIII века от филипповского толка. Основатель — филипповец Семён Протопопов, в монашестве Онуфрий. Один из лидеров (основатель) — ярославский мещанин Андрей Жуков (1732—1799), по прозвищу «Аарон» или «Ааронов» (отсюда название согласия). Сами аароновцы называли себя «согласием благочестивых».
Согласие было распространено среди патриархально настроенных крестьян Архангельской губернии (уезды Архангельский, Холмогорский и Шенкурский) и частично в Вологодской губернии. Исчезло, по одним данным, в конце XIX века, по другим, скудные сведения об аароновцах имелись до 1970-х годов.

## Особенности вероучения и обрядов
В отличие от филипповцев, аароновцы не считали необходимым отречение и удаление от жизни в обществе, а также допускали вступление в брак, повенчаный мирянином. Они также считали возможным совмещать брачную жизнь и пустынножительство. Однако, в отличие от поморцев, брак, совершённый в православной церкви, законным не признавался (по отношению к таким бракам аароновцы требовали развода или нового брака). Кроме того, аароновцы в лице основателя согласия Онуфрия обвиняли филипповцев и за то, что те отвергают молитву за царя.
Аароновцы не признавали паспортов, называя их «печатями Антихриста». Выступали против раскольничьих списков, учреждённых Петром I, утверждая, подобно бегунам, что записавшийся в эти списки признаёт себя раскольником и, отрекаясь, таким образом, имени христианского, является отступником от Христа. Также считалось грехом давать в судах какие-либо подписки.
Людей, переходивших в согласие из других, сначала принимали посредством поста. Позже стали их перекрещивать, как еретиков.